# Mirosław Żywczyk
Mirosław Żywczyk (ur. 8 października 1935 w Warszawie, zm. 6 września 2024) – polski zapaśnik, mistrz i reprezentant Polski, działacz sportowy.

## Życiorys
Był zawodnikiem AZS-AWF Warszawa (1951-1958), Gwardii Warszawa i od 1966 Skry Warszawa.
Na mistrzostwach Polski seniorów w stylu wolnym zdobył czternaście złotych medali (1953 - waga 79 kg, 1954 - waga 73 kg, 1955 - waga 79 kg, 1956 - waga 73 kg, 1957 - waga 73 kg, 1958 - waga 79 kg, 1959 - waga 73 kg, 1960 - waga 79 kg, 1961 - waga 79 kg, 1962 - waga 78 kg, 1963 - waga 78 kg, 1964 - waga 78 kg, 1965 - waga 78 kg, 1966 - waga 87 kg). Na mistrzostwach  Polski seniorów w stylu klasycznym wywalczył dwa tytuły wicemistrzowskie (1955, 1957 - w obu startach w kategorii 73 kg) oraz brązowy medal w 1959 (w kategorii 73 kg).
Reprezentował Polskę na mistrzostwach świata w 1957, 1959, 1963 i 1965 oraz mistrzostwach Europy w 1967. Na MŚ w 1965 zajął 4. miejsce w kategorii 78 kg.
W zapaśniczej sekcji AZS-AWF Warszawa karierę zawodniczą łączył z pracą trenerską. W latach 1951-1960 był tam instruktorem i trenerem, w latach 1959-1960 kierownikiem sekcji (ostatnim przed zawieszeniem jej działania). Od 1960 do 1972 był trenerem w Skrze Warszawa.
W 1957 ukończył studia w Akademii Wychowania Fizycznego w Warszawie.
W latach 1973-1976 był wiceprezesem Polskiego Związku Zapaśniczego ds. sportowych.